# ハライチ
ハライチは、ワタナベエンターテインメントに所属する日本のお笑いコンビ。2006年4月結成。『M-1グランプリ』2009・2010・2015・2016・2021ファイナリスト。

## メンバー
岩井 勇気（いわい ゆうき、1986年7月31日 - ）（38歳）
ボケ・ネタ作り担当、立ち位置は向かって左。

澤部 佑（さわべ ゆう、1986年5月19日 - ）（39歳）
ツッコミ担当、立ち位置は向かって右。

## 略歴
2人とも埼玉県上尾市大字原市出身で、コンビ名は出身地に由来する。妙厳寺幼稚園からの幼馴染みであり、小学生のときにはすでにお楽しみ会でコントを披露していた。当時はもう1人の同級生を加えたトリオであり、岩井と澤部は共にボケ担当だった。
『M-1グランプリ』に憧れ、高校卒業直前の2005年1月にコンビ結成。同年3月にワタナベコメディスクールの『お笑いメジャーリーグ』に出場して高校生の部のグランプリを受賞、2期生として特待生入学。2006年3月、ワタナベコメディスクールを卒業、同年4月からワタナベエンターテインメントに所属。2009年頃から「ノリボケ漫才」のネタで注目を集め始め、『M-1グランプリ2009』にて決勝戦に初進出、翌年も決勝戦進出を果たした。2010年にはユニットコント番組『ピカルの定理』（フジテレビ）のレギュラーに選ばれ、同番組は人気番組となった。
その後はメンバー単独での活動が増え、特にツッコミやリアクションに長けた澤部がピンで活躍する機会が多かった。澤部はフジテレビの『笑っていいとも!』の曜日レギュラー（2012年～）や、ABCテレビ『探偵!ナイトスクープ』の探偵局員（2013年 - ）など伝統ある人気番組にもピンで抜擢されたほか、2015・2016年にはタレント番組出演本数ランキング（ニホンモニター）で全体3位を占めた。一方その間、岩井は同ランキングで20位圏内に入っておらず、テレビでの活躍の少なさから「コンビ間格差」をネタにされることも少なくなかった。ただし岩井は、ハライチの中ではバラエティで重宝されるのは明らかに澤部のほうだと思っていたため、深く嫉妬はしていなかった。また当時から岩井の芸風を好感的に見ていたタレントの1人に坂下千里子がおり、坂下に励まされていた岩井は後年坂下を「恩人」と公言している。
2016年にコンビでのラジオ初冠番組『ハライチのターン!』（TBSラジオ）が開始。2017年には『ゴッドタン』（テレビ東京）に岩井が「腐り芸人」として出演、後に「腐り芸人セラピー」がコーナー化されるなど、容赦なく正論を吐く岩井の毒舌的なキャラクターが「腐りキャラ」として徐々に認知されるようになる。この頃から岩井のバラエティ番組出演やコンビでの番組出演が増加。2021年頃からはコンビで単発特番などのMCを務める機会が顕著に増えた（後述の「出演」の項目を参照）。
2021年、この年でラストイヤーとなる『M-1グランプリ2021』に4年ぶりの参戦。準決勝で敗退するも、敗者復活での決勝戦進出を果たした。
2023年1月9日からは、フジテレビ系列の昼の帯番組『ぽかぽか』で、コンビ初の帯番組MCに就任した。澤部にとっては『笑っていいとも!』以来8年8か月ぶりのフジテレビ昼の帯番組レギュラー出演。また2023年3月までの2か月間、岩井は隔週土曜日に放送されている『我流しか勝たん！』で、澤部は日曜日に放送されている『なりゆき街道旅』でそれぞれMCを担当しており、ともに週6日フジテレビの昼の時間帯に出演していた。
2025年3月21日、出身地・上尾市の『キラリ☆あげおPR大使』への就任が発表された。

## 芸風
ブレイクのきっかけとなったのは「ノリボケ漫才」と呼ばれるスタイル。岩井のボケに澤部がツッコまずついて行き、ボケ倒して笑いを増幅させるという形をとる。岩井が語呂合わせのような形で言葉を繋げていくうちに最初のテーマから徐々に外れていき、最後には全く無関係な言葉に発展して澤部が「もう関係なくなっちゃった!!」とツッコんで締める。岩井曰くこの方法は夢の中で思いついたという。 
元々は序盤に普通の漫才を演じ、最後だけノリボケをやるという構成だった。しかし2008年の『M-1グランプリ』1回戦で「制限時間が2分と短いから全部いっちゃおうか」と岩井が提案、それを実行して準決勝まで進出して以降は終始ノリボケで通すようになった。 
近年はノリボケ漫才だけではなく、スタンダードな漫才も合わせて行っている。

## 賞レース成績・受賞歴など

### M-1グランプリ
2017年までは結成年が「2005年」とされていたが、2021年エントリーのタイミングでプロとしての活動を開始した「2006年4月」に修正された。決勝戦進出回数は歴代2位タイの「5回」、連続決勝戦進出回数は3位タイの「4回」で、それぞれ吉本興業以外からの出場者の中では最多記録（連続決勝戦進出回数は最多タイ記録）である。また、ファーストラウンド敗退回数「5回」は歴代最多。
| 年     | 結果       | エントリーNo. | 決勝戦キャッチコピー   | 備考                               |
| ------ | ---------- | ------------- | ---------------------- | ---------------------------------- |
| 2005年 | 3回戦敗退  | 1981          |                        | 養成所在学中にアマチュアとして出場 |
| 2006年 | 1回戦敗退  |               |                        |                                    |
| 2007年 | 1回戦敗退  |               |                        |                                    |
| 2008年 | 準決勝敗退 | 1028          |                        |                                    |
| 2009年 | 決勝5位    | 4608          | 原市生まれM-1育ち      |                                    |
| 2010年 | 決勝7位    | 4818          | 進化するムチャぶり漫才 |                                    |
| 2015年 | 決勝9位    | 2929          | 澤部、今日も騒ぐってよ |                                    |
| 2016年 | 決勝6位    | 1888          | シン・ハライチ         |                                    |
| 2017年 | 準決勝敗退 | 2471          |                        | 予選17位、敗者復活戦2位            |
| 2018年 | 不参加     |               |                        |                                    |
| 2019年 | 不参加     |               |                        |                                    |
| 2020年 | 不参加     |               |                        |                                    |
| 2021年 | 決勝9位    | 2179          |                        | ラストイヤー、敗者復活組           |

### その他
- 2009年 平成21年度NHK新人演芸大賞 演芸部門 本選進出
- 2011年 日清食品 THE MANZAI 本戦サーキット敗退
- 2013年 日清食品 THE MANZAI 本戦サーキット敗退
- 2014年 日清食品 THE MANZAI 本戦サーキット敗退

## 出演

### 現在の出演番組
テレビ
- ゴッドタン（テレビ東京） - コンビでは主に正月特番の「芸人マジ歌選手権」に出演。
- ぽかぽか（2023年1月9日 - 、フジテレビ）- MC

ラジオ
- ハライチのターン!（2016年9月30日 - 、TBSラジオ） - 冠番組

ネット配信番組
- ハライチのYAMi（2021年6月10日 - 、smash.） - MC・冠番組

### 単発・特別番組（MCもしくはメインキャスト）
テレビ
- 澤部パパと心配ちゃん（2017年5月21日、テレビ朝日）
- 世界が仰天!どんだけ〜? 衝撃!グルメスペシャル（2020年2月19日、テレビ朝日） - IKKO・チョコレートプラネットと共にMC（第1弾・第2弾の「どんだけ」シリーズはゲスト）
- れいわのへいわソング（2020年8月6日・2021年8月10日・2022年8月4日、NHK広島） - MC
- ワラリズム（2020年11月2日、フジテレビ） - コーナーMC
- 間違えているのは誰だ!? クイズ！ハッタリくん（2020年12月28日、テレビ東京） - MC
- ハラいたちの赤点君、社会科見学に行く!（2020年12月29日、フジテレビ） - かまいたちと共にMC・冠特番
- ハライチ山田裕貴のプロ中のプロNo1に学べ!プロイチ（2020年12月30日、フジテレビ） - メインキャスト・冠特番
- 土曜☆ブレイク「天才vs大群」（2021年4月3日・8月14日、TBSテレビ） - かまいたちと共にMC
  - 天才vs大群（2022年2月15日、TBSテレビ） - かまいたちと共にMC

- 愛しのアピールちゃん（2021年5月23日、毎日放送・TBSテレビ系列） - 指原莉乃・佐藤栞里・有岡大貴と共にメインキャスト
- この世は【ご報告】であふれてる!?（2021年7月24日・2022年1月3日、テレビ東京） - 髙橋ひかると共にMC
- ハライチ×マッチング（2021年8月10日、テレビ朝日） - MC・冠特番
- エモろん～この論文、エモくない!?～（2021年9月15日・22日、フジテレビ） - 澤部は河合郁人と共にMC、岩井は大人インフルエンサー（メインキャスト）
- キズナキルナ 〜極限のマネー獲得サバイバル〜（2021年12月27日、TBS） - MC
- ポップハライチ（2022年3月5日・9日、フジテレビ） - 冠番組

- 土曜☆ブレイク「ハライチ＆伊沢拓司の【もっと褒められていい研究】」（2022年3月19日、TBSテレビ） - 冠番組
- かもしれないパトロール（2022年3月26日、テレビ東京） - MC
- サンバリュ「ヤバい席」（2022年5月8日、日本テレビ） - MC
- ハラ×チョコ バカしあいTV（テレビ朝日、2022年7月1日） - 冠番組
- 土曜プレミアム チャレンジトークバラエティ オドオド×ハラハラ（フジテレビ、2023年6月10日）- MC・冠番組[注釈 5][28]
- 土曜☆ブレイク「専門家の意見が真っ二つ!どうなるでSHOW」（2023年7月8日、TBSテレビ） - MC
  - 前人未答!ドキドキアドベンチャー どうなるでSHOW（2024年2月16日、TBSテレビ） - MC

### 過去の出演番組
テレビ
- キャンパスナイトフジ（2009年4月10日 - 2010年3月19日、フジテレビ）
- DON!（2010年3月31日 - 2011年3月25日、日本テレビ） - 水曜日レギュラー
- おとぼ家の夜（2011年4月4日 - 9月26日、TOKYO MX）
- サタデー・ナイト・ライブ JPN（2011年6月4日 - 12月24日、フジテレビ）
- なんだ君は!?TV（2012年7月30日 - 10月29日、TBS）
- ピカルの定理（2010年10月19日 - 2013年9月4日、フジテレビ）
- 週刊働く人（2013年4月4日 - 2013年9月26日、テレビ東京）
- ウソのような本当の瞬間!30秒後に絶対見られるTV（2013年9月25日 - 2017年9月5日、テレビ東京）
- おはスタ（テレビ東京）
  - 木曜日レギュラー（2011年4月7日 - 2014年3月27日）
  - 金曜日レギュラー（2015年4月10日 - 2016年4月1日） - 岩井のみ

- 神アプリ@
  - ハライチの神アプリ@隆盛紀〜ON LINE〜（2014年4月1日 - 6月17日、テレビ東京） - 初の冠レギュラー番組
  - ハライチの神アプリ@英雄神紀〜Ver.INSTALL〜（2015年4月1日 - 6月24日、テレビ東京）、同年4月1日からは『ハライチの神アプリ@隆盛紀〜ON LINE〜』として放送が開始される
  - ハライチのアプリ王@神撃編（2015年7月6日 - 12月28日、TOKYO MX）

- らんきんぐバカ（2022年3月5日 - 3月27日〈全4回〉、読売テレビ） - ケンドーコバヤシと共にMC
- オドオド×ハラハラ（2023年10月19日 - 2024年9月19日、フジテレビ）- MC・冠番組
- 世界頂グルメ（2024年4月17日 - 2025年3月26日、日本テレビ）- MC

ラジオ
- 笑ってE-じゃん（アール・エフ・ラジオ日本）
- クレイジーラッツのラッツ!ゴー!クレイジー!（ニッポン放送）
- デブッタンテ（TBSラジオ）
- 伊集院光とらじおと（2021年9月22日・TBSラジオ） - 代理パーソナリティ

ネット配信番組
- めちゃ×2ユルんでるッ!「第20回 真冬の超常現象スペシャル」（2015年2月1日）
- TOYOTA presents おぎやはぎのクルマびいき スピンオフ企画「ハライチ岩井 ドライブのターン」（2016年） 第2話のみ澤部も出演。

### その他の出演
テレビ
- 爆笑オンエアバトル（NHK総合） - 戦績2勝3敗、最高505KB
  - 第12回チャンピオン大会 ファーストステージ5位敗退
  - 番組史上初めて爆笑トライアウトを経由してオンエアを飾った芸人であり、番組最後のオーバー500を取った芸人である。

- オンバト+（NHK総合） - 戦績3勝0敗、最高489KB
- エンタの神様（日本テレビ） - キャッチコピーは「予測不能の進行形」
- 爆笑レッドカーペット（フジテレビ） - キャッチコピーは「どんなボケでも拾います」
  - 2009年2月18日放送でレッドカーペット賞受賞

- めちゃ×2イケてるッ! （2009年5月23日・6月27日・2012年11月17日、フジテレビ）
- 爆笑一番（2009年11月26日 - 12月3日、秋田テレビ）
- おもいッきりDON!（2009年12月23日・2010年3月17日、日本テレビ）
- フットンダ（2010年2月3日・5月27日、中京テレビ）
- ウンナン極限ネタバトル! ザ・イロモネア 笑わせたら100万円（2010年2月4日 - 11日・2012年3月29日・2013年3月20日、TBS）
- 飛び出せ!科学くん（2010年3月8日・5月1日、TBS）
- NHK高校講座（2010年4月5日 - 15日、NHK教育）
- あいまいナ!（2010年4月23日 - 30日、TBS）
- 『ぷっ』すま（2010年6月8日・2011年1月11日・11月11日、テレビ朝日）
- run for money 逃走中（2011年3月6日、フジテレビ）
- 大改造!!劇的ビフォーアフター（2010年11月7日、朝日放送） - 体の弱い澤部の祖母が住む実家に手すりを取り付けるため、相方の岩井と共にお手伝いをした。
- 内村TBS（2011年10月14日・2012年3月29日、TBS） - 2012年3月29日は澤部のみ。
- カキューン!!『ハライチのペライチ〜思いつき企画をムチャ振りしたらこうなりました〜』（2011年11月17日・24日、関西テレビ）
- しゃべくり007（2012年2月27日・4月9日、日本テレビ）
- 東京ディズニーリゾート My マップ!（2012年9月、ディズニー・チャンネル）
- とんねるずのみなさんのおかげでした（2012年11月・2013年4月、フジテレビ）
- そうだ旅（どっか）に行こう。（2012年11月27日、テレビ東京） - 元メンバーが追加の旅人として参加。
- 芸能人更生バラエティ バナナ塾（2013年1月8日、東海テレビ）
- VS嵐（2013年2月7日、フジテレビ）
- テレ玉くんのうた（2015年、テレビ埼玉）
- アメトーーク!（テレビ朝日）
  - 2011年1月6日「持ち込み企画プレゼンSP」
  - 2011年11月3日「先輩に可愛がってもらえない芸人」(岩井)
  - 2014年5月8日「今、バイクが熱い芸人」(岩井)
  - 2014年5月29日「学生時代の友達とコンビ組んでる芸人」
  - 2014年6月9日「第2回芸人体当たりシミュレーション」(澤部)
  - 2014年9月25日・10月9日「第3回芸人体当たりシミュレーション」(澤部)
  - 2015年4月2日・4月9日「芸人体当たりシミュレーション」(澤部)
  - 2015年7月30日「今コレを伝えたい!!ピンポイントアカデミー大賞」(澤部)
  - 2015年8月20日「猫メロメロ芸人」(岩井)
  - 2015年10月2日・10月8日「芸人体当たりシミュレーション」(澤部)
  - 2015年12月3日「相方大好き芸人」
  - 2016年4月8日「芸人体当たりシミュレーション」(澤部)
  - 2016年7月21日「夏フェス芸人」(澤部)
  - 2016年10月16日「芸人体当たりシミュレーション」(澤部)
  - 2017年10月8日「昭和アニソン軍vs平成アニソン軍」(岩井)
  - 2017年10月8日「芸人体当たりマン決定戦」(澤部)
  - 2018年4月29日「芸人体当たりマン決定戦」(澤部)
  - 2019年10月31日「NBA大好き芸人」(澤部)
  - 2020年8月6日「夏フェス行きたい芸人」(澤部)
  - 2020年8月7日・8月13日「芸人体当たりマン決定戦」(澤部)
  - 2020年11月12日「意外と同期芸人」

- 中居正広の金曜日のスマイルたちへ「ハライチ結成15周年SP!」（2021年3月12日・3月26日、TBS）
- ホンマでっか!?TV（2021年、フジテレビ）

- 発見!タカトシランド（北海道文化放送）(岩井)
  - 2023年11月24日 - NORTH恵庭エリアでいいとこ探し!
  - 2023年12月1日 - 北広島エリアでいいとこ探し!
- ネプリーグ（2025年3月24日、フジテレビ）

### テレビドラマ
- オトメン（乙男）〜夏〜（2009年8月1日 - 9月26日、フジテレビ）
- オトメン（乙男）〜秋〜（2009年10月13日 - 11月3日、フジテレビ）

### ライブ
- ハライチライブ けもの道（2020年9月21日 LINE CUBE SHIBUYA）
- あちこちオードリー 真夏のオンラインライブ～心のお札はがし祭～（2021年8月16日 ※コンビでゲスト出演）
- ハライチライブ 『！』（2021年10月24日 LINE CUBE SHIBUYA）

### 映画
- 映画 妖怪ウォッチ 空飛ぶクジラとダブル世界の大冒険だニャン!（2016年12月17日、東宝、実写パート）クマ〈熊島五郎太〉 役（澤部）、通行人 役（岩井）

### 劇場アニメ
- クレヨンしんちゃん もののけニンジャ珍風伝（2022年4月22日、東宝） - 岩井勇気（本人）・澤部佑（本人） 役[33]

### 広告
- ネスレ日本 ネスカフェ エクセラ 「エクセラで、ナツラテ！ （クレイジーラッツ）」篇（2011年）[34]
- 日本ケンタッキー・フライド・チキン（2014年）
- ASBee
- ブックオフスーパーバザーPAPA上尾店開店イベント　(2022年12月10日)澤部のみ